# Metropolia Davao
Metropolia Davao – jedna z 16 metropolii kościoła rzymskokatolickiego na Filipinach. Została erygowana 29 czerwca 1970.

## Diecezje
- Archidiecezja Davao
  - Diecezja Digos
  - Diecezja Mati
  - Diecezja Tagum

## Metropolici
- Clovis Thibauld (1970-1972)
- Antonio Lloren Mabutas (1972-1996)
- Fernando Robles Capalla (1996-2012)
- Romulo Geolina Valles (od 2012)